# Litoria pearsoniana
Litoria pearsoniana (Pearson's tree frog) es una especie de anfibio anuro del género Litoria, de la familia Hylidae. 

## Distribución geográfica
Es originaria de Australia.  Vive en Queensland y Nueva Gales del Sur, entre 200 y 1000 metros sobrel el nivel del mar.
Esta rana vive en corrientes rápidas en bosques cerrados. La rana se esconde debajo de las rocas durante el día y está activa durante la noche. La hembra pone huevos en estanques con agua de movimiento lento o quieto, 360 a 730 a la vez. Los huevos se adhieren a rocas, ramitas o al fondo de la piscina. Los renacuajos se convierten en ranas después de 2 a 2.5 meses.